# Уолт Дисни Студиос Моушън Пикчърс
Уолт Дисни Студиос Моушън Пикчърс (на английски: Walt Disney Studios Motion Pictures) е американско студио за разпространение на филми, част от подразделението Дисни Медиа енд Ентъртейнмънт Дистрибушън, което е собственост на Уолт Дисни Къмпани. Студиото се занимава с кино и дигиталното разпространение, маркетинг и промоция на филми, продуцирани и издадени от Уолт Дисни Студиос, включително Уолт Дисни Пикчърс, Уолт Дисни Анимейшън Студиос, Пиксар, Марвел Студиос, Лукасфилм, Туентиът Сенчъри Студиос, Диснинейчър, Фокс 2000 Пикчърс, Блу Скай Студиос, докато Сърчлайт Пикчърс управлява собствено автономно звено за разпространение на своите филми.
Компанията е създадена през 1953 г. като Буена Виста Филм Дистрибушън Къмпани (по-късно преименувана на Буена Виста Дистрибушън Къмпани и Буена Виста Пикчърс Дистрибушън). Настоящото си име придобива през 2007 г.
Преди 1953 г. продукциите на Уолт Дисни се разпространяват от Уинклър Пикчърс, Пауърс Пикчърс, Юнивърсъл Пикчърс, Кълъмбия Пикчърс (1929 – 1932), Юнайтед Артистс (1932 – 1937) и RKO Radio Pictures (1937 – 1956).

## История

### Буена Виста
Спор за разпространението на първия пълнометражен филм на Дисни, игралния филм The Living Desert, част от поредицата True-Life Adventures през 1953 г. води до това, че Уолт и неговият по-голям брат Рой О. Дисни основават дъщерното дружество Буена Виста Филм Дистрибушън Къмпани, чрез което да разпространяват своите филми в Северна Америка. RKO отказва да разпространява филма. Името „Буена Виста“ произлиза от улицата в Бърбанк, Калифорния, където се намира студиото на Дисни (и остава до днес). Първият филм, разпространяван от Буена Виста, е The Living Desert (1953), спечелил награда на Академията; следващите са: чуждестранният филм Най-благородната дама, излязъл в американските кина през 1956 г., Пътешественикът от Мисури (1958) и Големият рибар (1959) (първата продукция на трета страна, финансирана от Дисни).
През април 1960 г. думата "филм" отпада от името на компанията. През 1961 г. Дисни включва Буена Виста Интернешънъл, разпространявайки първия си филм с рейтинг PG, Take Down, през януари 1979 г. През юли 1987 г. Буена Виста променя името си на Буена Виста Пикчърс Дистрибушън.
През 1992 г. Буена Виста отпуска производствени заеми на обща стойност 5,6 милиона долара на Синерджи Пикчърс за филмите Medicine Man, Renaissance Man и Color of Night. Корпорацията закупува 12,8% дял в Синерджи с първоначалното си публично предлагане през 1994 г. Скоро след това, Буена Виста подписва договор със Синерджи за разпространение на 25 филма.
Филмовата компания Гомон и Дисни създават през 1993 г. Гомон Буена Виста Интернешънъл, съвместно предприятие в разпространение на филми на фреската територия. През август 1996 г. Дисни и Токума Шотън Пъблишинг се договарят, че Дисни ще разпространява на международно ниво анимационните филми на Студио Гибли, осигурявайки 10% от производствените разходи на студиото. Дисни продуцира и разпространява 15 филма на Гибли чрез марките Уолт Дисни Пикчърс, Буена Виста Хоум Видео, Мирамакс и Тъчстоун Пикчърс.
За премиерата на Играта на играчките през ноември 1995 г. Дисни наема Холивудски масонски храм – в непосредствена близост до театър „Ел Капитан“. През юли 1998 г. Дисни купува сградата, за да продължава да я използва като място за премиери и промоции.

### Уолт Дисни Студиос Моушън Пикчърс
През април 2007 г. Дисни прекратява използването на марката Буена Виста в дистрибуцията си.
През 2009 г. Дисни сключва споразумение за дистрибуция с Дриймуъркс; сделката изисква около 30 филма за петгодишен период от Дриймуъркс, които да бъдат издадени чрез лейбъла Тъчстоун Пикчърс. През 2011 г. GKIDS придобива правата за кино разпространение на територията на Северна Америка на филмите, произведени от Гибли, като Уолт Дисни Студиос Хоум Ентъртейнмънт запазва правата за домашно видео до юли 2017 г.
Сделката за разпространение на Дисни с Дриймуъркс приключва през 2016 г., след като двете студиа решават да не подновяват споразумението си през декември 2015 г., като Юнивърсъл Пикчърс заменя Дисни като дистрибутор на Дриймуъркс. До приключването на сделката Дисни разпространява 14 филма от предвидените 30 на Дриймуъркс – 13 чрез Тъчстоун и 1 чрез Уолт Дисни Пикчърс. Дисни взима пълните права за собственост върху тези 14 филма на Дриймуъркс от Амблин Партнърс в замяна на заеми, отпуснати на компанията. The Light Between Oceans, последният филм от сделката за разпространение, е и последният филм, пуснат с марката Тъчстоун.
През декември 2017 г. Уолт Дисни Къмпани обявява плановете си да закупи Туенти Фърст Сенчъри Фокс, който включва Туентиът Сенчъри Фокс и Фокс Сърчлайт Пикчърс. През март 2019 г. приключва сделката за придобиване на Туенти Фърст Сенчъри Фокс. След реорганизацията и преименуването на придобитите филмови звена, Уолт Дисни Студиос Моушън Пикчърс започва да разпространява филмите, продуцирани от Туентиът Сенчъри Студиос, докато Сърчлайт Пикчърс управлява собствено автономно звено за разпространение на своите филми.

## Дистрибуция
Уолт Дисни Студиос Моушън Пикчърс е разпространил 14 филма, получили номинации за Оскар за най-добър филм, четири на Уолт Дисни Пикчърс, шест на Тъчстоун Пикчърс, два на Холивуд Пикчърс, по един на Марвел Студиос и Туентиът Сенчъри Студиос.
Понастоящем Уолт Дисни Студиос Моушън Пикчърс разпространява филми на Уолт Дисни Студиос, други филмови звена на Дисни и някои студиа на трети страни, включително:
| Уолт Дисни Студиос | Активни сделки за разпространение                                              | Предишни сделки за разпространение |
| --- | ------------------------------------------------------------------------------ | --- |
| - Уолт Дисни Пикчърс - Диснинейчър - Уолт Дисни Анимейшън Студиос - Пиксар - Марвел Студиос - Лукасфилм - Туентиът Сенчъри Студиос - Сърчлайт Пикчърс - Туентиът Сенчъри Анимейшън - Блу Скай Студиос Бивши звена на Дисни - Тъчстоун Пикчърс (1984 – 2016; несъществуващ) - Диснитуун Студиос (1990 – 2018; закрито) - Холивуд Пикчърс (1990 – 2007; закрито) - Мирамакс Филмс (1993 – 2010; продадено) - Дименшън Филмс (1993 – 2005; sold) - ДИК Ентъртейнмънт (1996 – 2000; продадено) - Караван Пикчърс (1993 – 1999; закрито) - Имиджмувърс Диджитъл (2009 – 2011; закрито) Други звена на Дисни - ESPN Филмс (80%) - Нешънъл Джиографик Филмс (73%) - УТВ Моушън Пикчърс - Фокс Стар Студиос - A&E ИндиФилмс (50%) - Буена Виста Интернешънъл | - Мандевил Филмс (1996–настояще) - Майем Пикчърс (2002–настояще) - Панай Филмс | - Дриймуъркс Пикчърс (2011 – 2016) - Джери Брукхаймър Филмс (1993 – 2014) - Чернин Ентъртейнмънт (2019 – 2020) - Синерджи Пикчърс (1993 – 1998; closed) - Беакон Пикчърс (2002 – 2007) - Студио Гибли (Северна Америка; 1998 – 2014) - Вангард Анимейшън (2002) - POW! Ентъртейнмънт (2007 – 2014) - Спайглас Ентъртейнмънт (1998 – 2008) - Блиндинг Едж Пикчърс (1998 – 2005) |